# Безмежні серця
«Безмежні серця» («Cuori senza frontiere») — італійська кінодрама 1950 року, знята режисером Луїджі Дзампою, з Джиною Лоллобриджидою і Рафом Валлоне у головних ролях.

## Сюжет
Після Другої світової війни союзники визначають невелике місто в районі Трієста як частково югославське, а частково італійське. Біла демаркаційна лінія ділить місто навпіл, і городянам дається зовсім небагато часу, щоб вирішити, по який бік лінії вони житимуть. Це призводить до поділу будинків, друзів, сімей, церкви та наростання напруженості.

## У ролях
- Джина Лоллобриджида: Доната Себастьян
- Раф Валлоне: Доменіко
- Ческо Базеджо: Джованні Себастьян
- Ерно Кріза: Стефано
- Ернесто Альміранте: дідусь Себастьян
- Енцо Стайола: Паскуаліно Себастьян
- Каллісто Косуліч: радянський офіцер
- Джино Кавальєрі: парафіяльний священник
- Тулліо Кезіч: югославський лейтенант
- П'єро Грего: американський солдат
- Джордано Чезіні: Чаччавіте
- Костантіно Сманіотто: роль другого плану
- Аврора Тампус: роль другого плану
- Маріо Сестані: Лампадіна
- Антоніо Катанія: Аквасанта
- Фабіо Нері: Гаспаре
- Сільвія Куретті: бабуся Себастьян
- Джанні Кавальєрі: Пентекосте

## Знімальна група
- Режисер: Луїджі Дзампа
- Сценарій: П'єро Телліні, Стефано Терра
- Продюсер: Б'янка Латтуада, Карло Понті
- Оператор: Карло Монтуорі
- Композитор: Карло Рустікеллі
- Художник: Альдо Буцці
- Монтаж: Еральдо Да Рома
- Грим: Ліберо Політі